# Північне оперативно-територіальне об'єднання НГУ
Північне Київське територіальне управління (Північне ТрУ, в/ч 3001) — оперативно-територіальне управління (об'єднання еквівалентне дивізії) Національної гвардії України.

## Історія
1991 року на базі 7-ї конвойної бригади (в/ч 7429) ВВ МВС СРСР було сформовано 1-шу окрему конвойну бригаду Внутрішніх військ МВС України (в/ч 3001). Підрозділи залучалися до операцій з ліквідації бандитизму, охорони громадського порядку, конвоювання кримінальних злочинців, охорони місць ув'язнення.
У вересні 1994 року частині вручено Бойовий Прапор.
Указом Президента України від 17 жовтня 1997 року бригаді присвоєно почесне найменування «Київська».
1 грудня 1997 р. Спеціальною комендатурою взято під охорону Інститут ядерних досліджень НАН України. У підрозділі проходять службу офіцери та військовослужбовці військової служби за контрактом.
Від 2004 року особовий склад в/ч 3030 та 3027 надає допомогу працівникам органів внутрішніх справ в охороні громадського порядку під час проведення курортного сезону на території Автономної республіки Крим, з метою упередження та недопущення скоєння злочинів.
Указом Президента України від 23 червня 2006 року № 569/2006 бригаду переформовано на Північне територіальне Київське командування внутрішніх військ МВС України.
З грудня 2010 року його очолює полковник Миколенко Микола Олексійович.
У 2010 році під час гострих політичних протистоянь особовий склад Спеціальної комендатури з честю виконав завдання з охорони державного підприємства Поліграфічний комбінат «Україна», який згідно з Указом Президента взято під охорону.
Згідно з наказом Командувача внутрішніх військ у 2012 році до складу командування було передано 22-гу окрему бригаду з охорони дипломатичних представництв і консульських установ іноземних держав.
До складу Північного ТрК ВВ МВС України входить 5 військових частин та 3 підрозділи прямого підпорядкування, що виконують широкий спектр службово-бойових завдань у столиці держави та Київській, Житомирській, Черкаській областях.
Згідно з Постановою Кабінету Міністрів України та рішенням Координаційного комітету боротьби з організованою злочинністю від 31 жовтня 1994 року у складі ВВ МВС України створено частину спеціального призначення «Барс» — для участі в охороні громадського порядку та боротьбі зі злочинністю, оперативного реагування на дії злочинних угруповань.
23 серпня 1996 року міністром внутрішніх справ України особовому складу частини вручено — Бойовий Прапор.
В/ч 3027 дислокується в селищі Нові Петрівці Київської області на базі навчального центру внутрішніх військ. 2003 року до складу частини введено загін спеціального призначення та боротьби з тероризмом «Омега», де проходять службу виключно офіцери.
Військовослужбовці в/ч 3027 беруть активну участь в оперативно-профілактичних відпрацюваннях, охороні громадського порядку, комплексних оперативно-профілактичних відпрацюваннях, спеціальних операціях, несенні патрульно-постової служби.

## Структура
- Управління (м. Київ, В/ч 3001)[2]

- 1-ша бригада оперативного призначення, в/ч 3027, смт Нові Петрівці[3]
- 7-й окремий батальйон[4]
- 25-та окрема бригада охорони громадського порядку, в/ч 3030, м. Київ[5]
- 25-й окремий батальйон, в/ч 3061, м. Черкаси[6]
- 27-ма окрема бригада (конвойна), в/ч 3066, м. Київ[7]
  - 1-й батальйон оперативного призначення НГУ імені Кульчицького
- 22-й окремий батальйон, в/ч 3082, м. Чернігів
- 75-й окремий батальйон, в/ч 3047, м. Житомир[8]
- Міжнародний міжвідомчий багатопрофільний центр підготовки підрозділів (В/ч 3070, с. Старе)[9]
- спеціальна комендатура
  - Інститут ядерних досліджень НАН України (1 грудня 1997 р.)
  - Поліграфічний комбінат «Україна» (2010)

## Командування
- генерал-майор Микола Миколенко (грудень 2010 - 2019)
- генерал-майор Олег Гарчу (2019 - квітень 2024)
- полковник Артем Ілюхін (квітень 2024 - т.ч.)